# Chálida Džarrár
Chálida Džarrár (arabsky خالدة جرار‎; * 9. února 1963, Náblus) je palestinská politička, která byla v roce 2006 zvolena do Palestinské legislativní rady za Lidovou frontu pro osvobození Palestiny. Mezi lety 2012 a 2016 byla za Palestinu členkou Parlamentního shromáždění Rady Evropy. V období let 2016 až 2021 poté oficiální náhradnicí. Podílela se na přijetí Palestiny mezi členské státy Mezinárodního trestního soudu. Byla také ve vedení palestinské neziskové organizace Addameer (Asociace pro podporu vězňů a lidská práva), která pomáhá řešit případy Izraelem zatčených či zadržených Palestinců.
Několikrát byla zatčena izraelskými bezpečnostními složkami. Část ze zatčení skončila tzv. administrativním zadržením bez vznesení obvinění nebo soudního procesu.

## Život
Narodila se v roce 1963 ve městě Náblus na palestinském Západním břehu Jordánu. Má magisterský titul z politologie, kterou absolvovala na palestinské univerzitě Birzeit. Mezi lety 1994 až 2006 byla ve vedení neziskové organizace Addameer (Asociace pro podporu vězňů a lidská práva), která pomáhá řešit případy Izraelem zatčených či zadržených Palestinců. Na univerzitě potkala svého manžela Ghassana Džarrára, který byl následně aktivní jako politický aktivista, kterého izraelské složky zatkly celkem čtrnáctkrát a v administrativní vazbě dohromady strávil téměř jedenáct let.
Měla syna Wadia a dvě dcery, Yafu, s právnickým titulem z Ottawské univerzity, a Suhu, s magisterským titulem v oboru vědy a politiky v oblasti klimatických změn. Yafa v roce 2003 vycestovala na středoškolské studijní stipendium do Kanady, kde následně studovala také na univerzitě a získala druhé občanství. V Kanadě již zůstala. Suha zemřela v roce 2021 na srdeční zástavu, Wadia zemřel v roce 2024 také na srdeční zástavu. Chálida Džarrár byla v obou případech v té době ve vězení a nebyla jí povolena účast na pohřbech jejích dětí. Stejně tak se nesměla účastnit pohřbů svých rodičů, kteří zemřeli v roce 2015 (otec) a 2018 (matka).
Poprvé byla izraelskými bezpečnostními složkami zatčena během protestů 8. března 1989 při příležitosti Mezinárodního dne žen.
V roce 1998 jí Izrael na neurčito zakázal vycestovat ze země. Pouze v roce 2010 mohla podstoupit lékařský zákrok v Jordánsku.
V roce 2006 byla zvolena za Lidovou frontu pro osvobození Palestiny do Palestinské legislativní rady. V legislativní radě předsedala výboru pro vězně. Následně byla členkou Palestinského národního výboru pro členství v Mezinárodním trestním soudu.
Několikrát byla zatčena izraelskými bezpečnostními složkami. Část ze zatčení skončila tzv. administrativním zadržením bez vznesení obvinění nebo soudního procesu. Takto byla zatčena ve svém domě v Rámaláhu v roce 2015 po zásahu desítek izraelských vojáků. Podle vojenského rozkazu byla zadržena pro podezření z „podněcování a zapojení do teroru“ a převezena do Jericha. Tam vojenský soud schválil šestiměsíční administrativní vazbu. Zadržení bez řádného soudu vzbudilo pobouření. Amnesty International v té době upozorňovala, že Džarrár měla chronické zdravotní problémy (například cévní mozkové příhody a vysoký cholesterol) a potřebuje adekvátní lékařský dohled. Organizace současně kritizovala, že izraelská armáda nepředložila své důkazy pro zadržení. 58 členů politické frakce Levice v Evropském parlamentu – GUE/NGL podepsalo dopis, ve kterém odsoudili zatčení Džarrár. Poslanci vyjádřili podezření, že důvodem pro zatčení Džarrár ve skutečnosti byla její role v usilování o přijetí Palestiny do Mezinárodního trestního soudu. Po nátlaku se ve věznici Ofer uskutečnil soudní proces, ve kterém byla Džarrár obviněna ze členství v organizaci, kterou Izrael považuje za teroristickou, z podněcování k násilí proti izraelské armádě, z pronášení politických projevů, z účasti na demonstracích a celkově z kritiky Izraele a jeho okupace Západního břehu Jordánu. Podle zprávy Amnesty International, založené na svědectví, Džarrár ve vazbě čelila mučení a spánkové deprivaci. Po potvrzení administrativního zadržení byla mezi šestnácti zadržovanými palestinskými politiky, kteří jinak byli zejména z Hamásu. Propuštěna byla v červnu 2016.
V červenci 2017 byla opět zatčena a držena v administrativní vazbě. Byla vězněna ve věznici Damon. Propuštěna byla v únoru 2019. Po celou dobu byla zadržována bez soudu.
V říjnu 2019 byla po bombovém útoku u izraelské osady Dolev mezi zatčenými členy Lidové fronty pro osvobození Palestiny, které izraelské bezpečnostní složky útok připisovaly. Džarrár se tak opět bez soudu dostala do administrativního zadržení. V roce 2020 se doznala ke členství v Lidové frontě pro osvobození Palestiny a následně byla odsouzena na dva roky odnětí svobody za účast v organizaci považované Izraelem za teroristickou. Znovu byla propuštěna v září 2021.
V prosinci 2023 byla mezi zatčenými osobami, které izraelská armáda preventivně zatýkala na území Západního břehu Jordánu během války Izraele s Hamásem. Propuštěna byla během první výměny vězňů po dosažení dohody o příměří v lednu 2025. Půl roku ze zadržení strávila s podlomeným zdravím na samotce bez oken o rozměrech 2,5 x 1,5 metru ve věznici ve městě Ramla.